# Лонгоне ал Сегрино
Лонго̀не ал Сегрѝно (на италиански: Longone al Segrino; на ломбардски: Lungun, Лунгун) е село и община в Северна Италия, провинция Комо, регион Ломбардия. Разположено е на 368 m надморска височина. Населението на общината е 1891 души (към 2017 г.).